# Heliotropium foertherianum
Heliotropium foertherianum és una espècie de planta dins la família Boraginaceae. És planta nativa d'Àsia tropical incloent el sud de la Xina, Madagascar, nord d'Austràlia, i gran part de Micronèsia i Polinèsia. És un arbust o arbret típic de les zones litorals que arriba a fer 6 m d'alt i d'ample.

## Taxonomia
Originàriament es va publicar com Tournefortia argentea, finalment va passar al gènere Heliotropium el 2003.

## Usos
Històricament a les Maldives les seves fulles servien com aliment de fam.
La fusta es fa servir a la Polinèsia per a diversos estris i per cremar.
En la medicina tradicional s'ha usat per pescar enverinant els peixos. El verí és causat per una ciguatoxina produïda per algues Gambierdiscus Les fulles contenen àcid rosmarínic i derivats que tenen propietats antivíriques, antibacterianes, antisèptiques, antioxidant i antiinflamatòries.

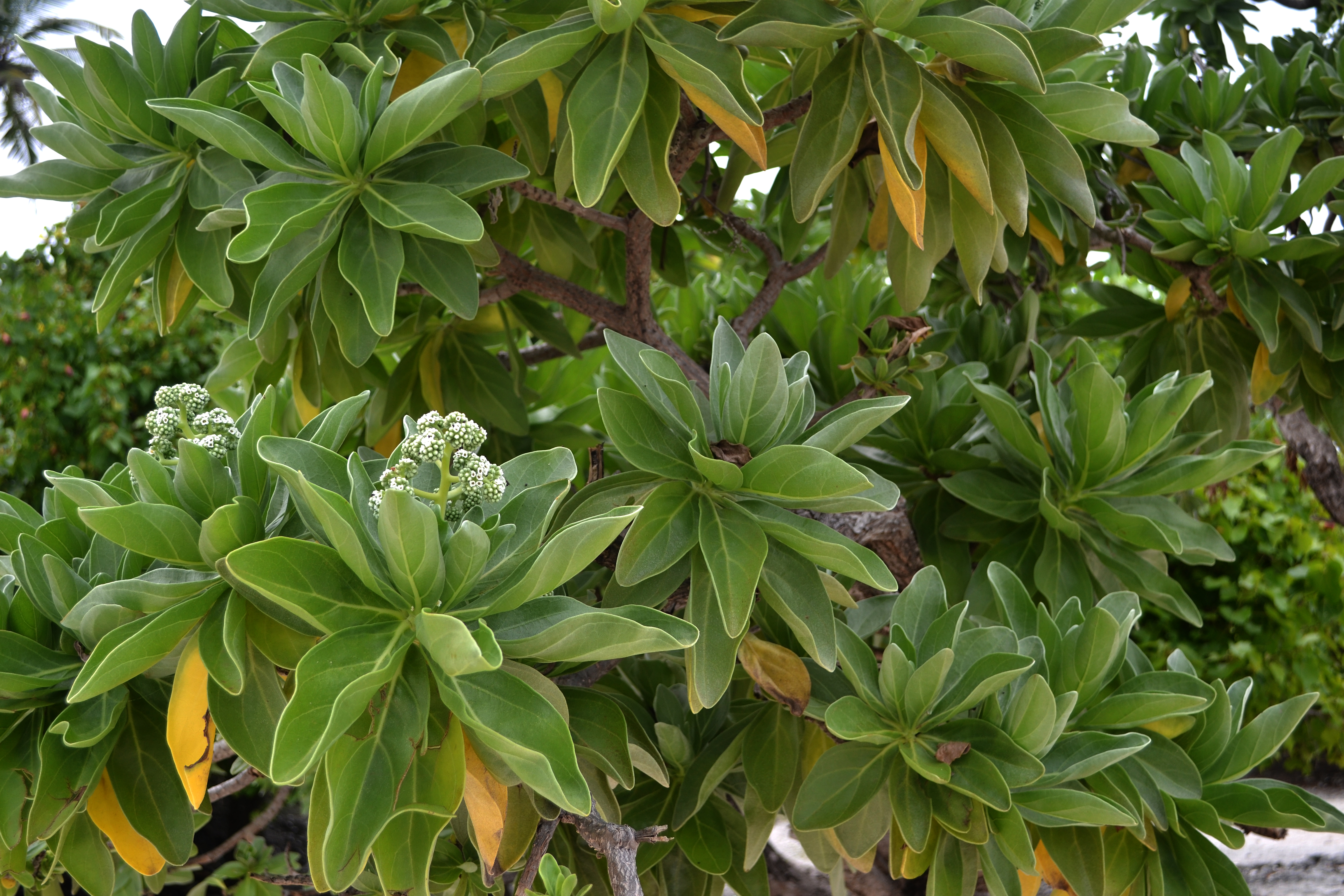
Heliotropium foertherianum
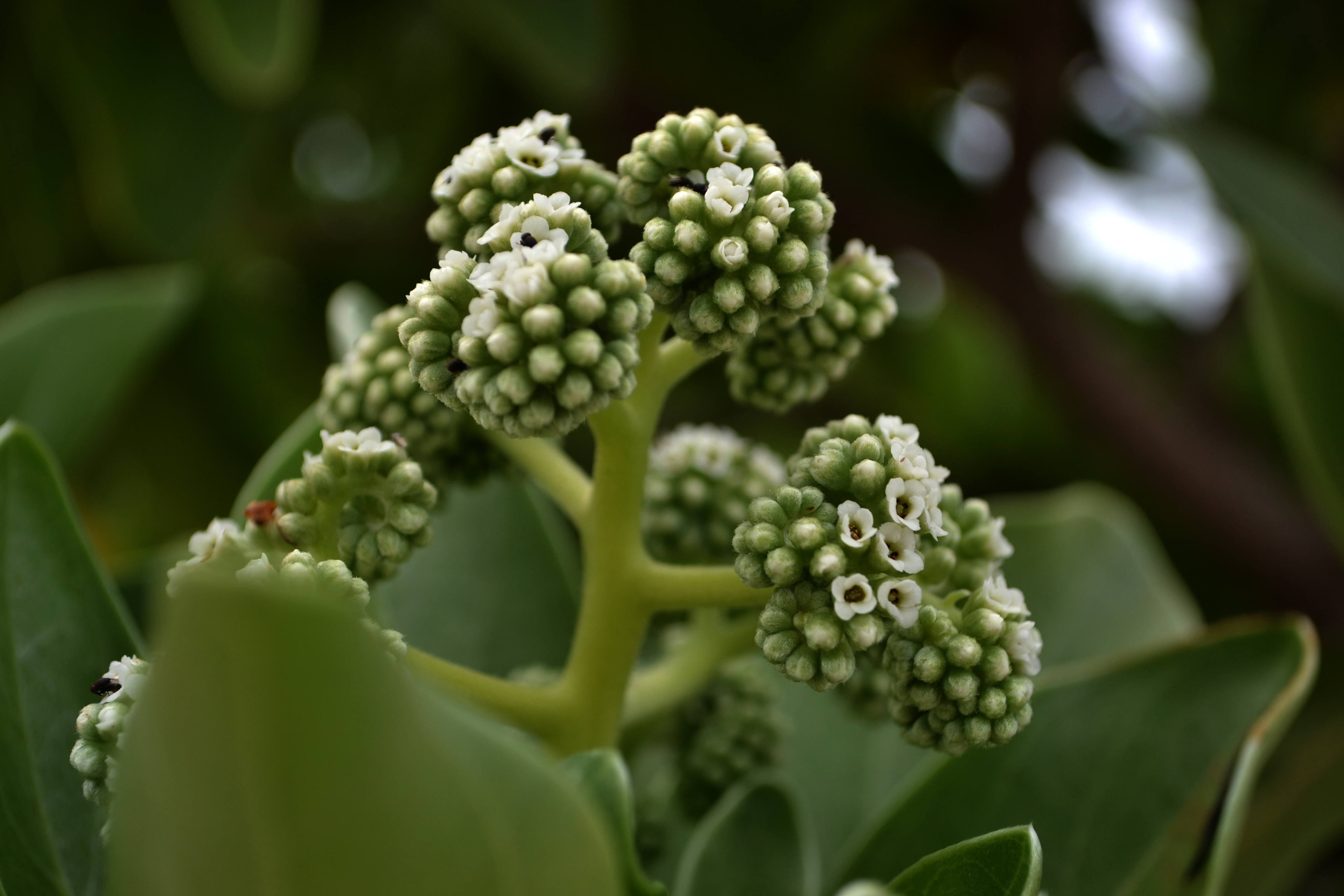
Flor
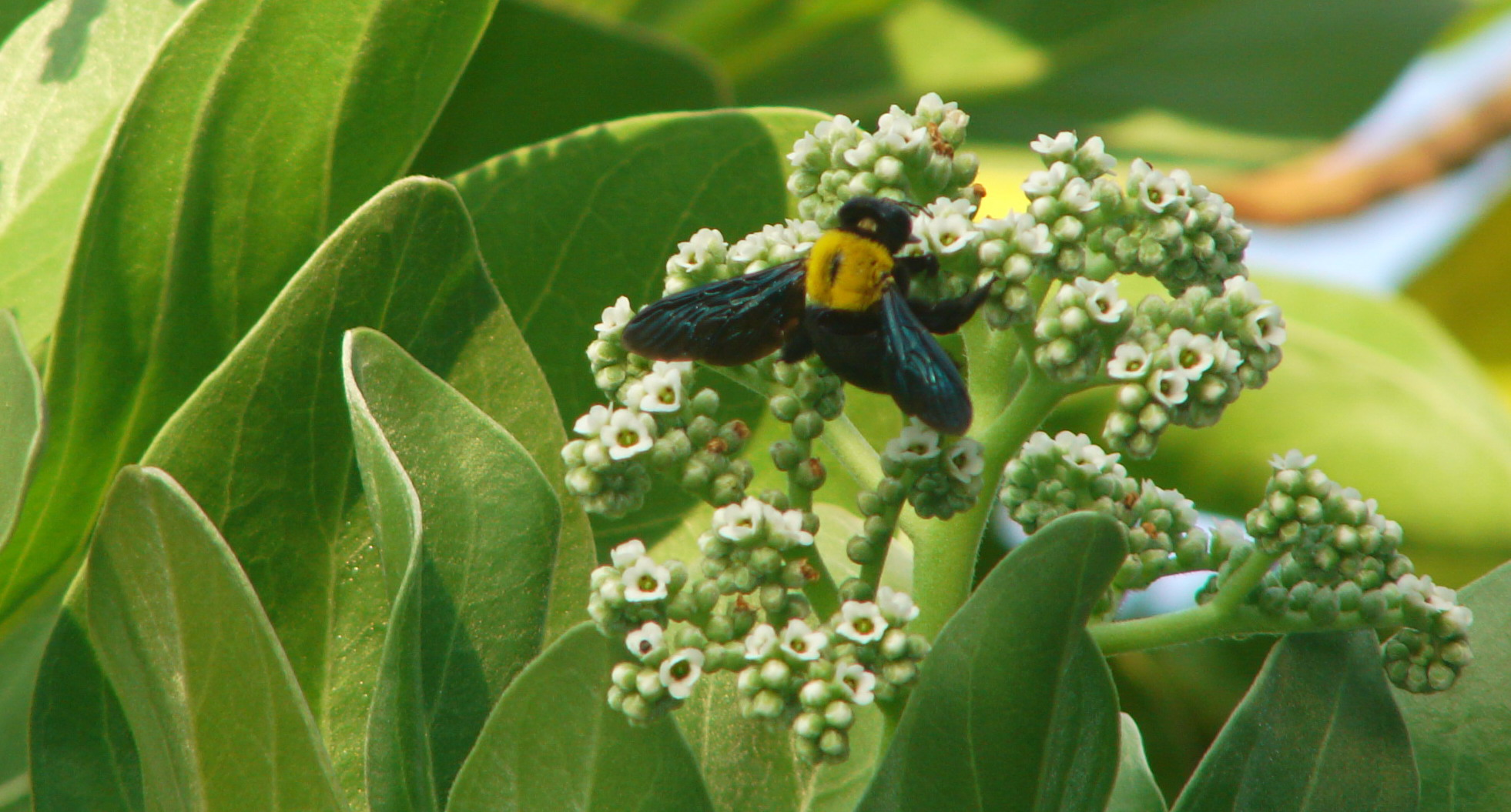
Flors